# LINE LIVE
LINE LIVE（ライン・ライブ）は、LINE株式会社が運営していたコミュニケーションアプリLINEによるライブ配信プラットフォーム。
2015年12月10日にサービスを開始し、2023年3月31日に終了した。

## 概要
スマートフォンアプリとPCサイトから視聴できるライブストリーミング形式による動画配信サービスではあるが、LINE公式アカウントを友だち登録することで視聴できるアプリ配信専用番組もあるのが特徴。サービス初日には総視聴者が500万人を突破した。LINEの動画配信サービスはタイと台湾でも「LINE TV」の名称で提供している。
2016年8月10日には一般ユーザー向けライブ配信機能も実装した。
2023年1月13日に運営会社であるLINEは「インターネット市場の変化に伴い、経営資源を集中させるため」として、同年3月31日で本サービスを終了することを発表した。同社は後継サービスとして、「LINE VOOM」の利用を推奨している。

## 主な番組

### オリジナル番組
- さしめし - 2015年12月11日から2018年3月30日まで配信されていた芸能人のお忍びランチトーク番組。MCとゲストがランチを食べながら1対1で語り合う。全503回放送。
- LIVEトリビア〜クイズに全問正解で賞金山分け〜 - 2018年4月1日から4月3日まで先行配信、4月10日から本配信が開始されたクイズ番組[7]。
- LINEトリビア 〜クイズに全問正解で賞金山分け〜 - 『LIVEトリビア〜クイズに全問正解で賞金山分け〜』をリニューアルした後継番組[8]。
- BOYS ACTORS CHANNE - イケメン役者が夜な夜なトークをする番組。
- Mission in B.A.C - 『BOYS ACTORS CHANNEL』の後継番組[9]。2019年7月に舞台『MISSION IN B.A.C. THE STAGE』が上演され[10]、2020年10月には映画『MISSION IN B.A.C THE MOVIE 〜幻想と現実の an interval〜』が公開された[11]。

### 映像コンテンツ
- イベント・劇場×LIVE - 『東京ガールズコレクション』や「原宿駅前ステージ」などイベントや劇場の様子を配信。
- エンターテインメント×LIVE - 『スペースシャワーTV』などの音楽チャンネルや「秘密結社鷹の爪」などの番組と連動したコンテンツを配信。
- 放送（TV・ラジオ）×LIVE - 放送前の会場から事前番組やMC・ゲストの収録の裏側の様子を配信。

## その他
ライバーサポートプログラム - 2020年に発足したライブ配信者向けのサポートプログラムで、パートナーとしてUUUM、TWIN PLANET、ホリプロなどと業務提携を結んでいる。